# Sergueï Fedorenko
 (février 2023).
Si vous disposez d'ouvrages ou d'articles de référence ou si vous connaissez des sites web de qualité traitant du thème abordé ici, merci de compléter l'article en donnant les références utiles à sa vérifiabilité et en les liant à la section « Notes et références ».
 (mars 2023).
Sergueï Vasilyevich Federenko né le 31 mars 1907 à Tchernihiv et mort le 25 décembre 1986 à Tcheliabinsk est un ingénieur et concepteur d'armes.

## Biographie
Sergueï Fedorenko est diplômé de l'institut polytechnique de Léningrad en 1930. À 23 ans, il obtient un poste à l'usine de tracteurs de Krasniy Putilovets, renommée par la suite LKZ, l'usine Léningrad-Kirov. En 1937, il est à la tête de la section "Artillerie et armement" du SKB-2 de LKZ. Après son transfert à l'usine de tracteurs de Tcheliabinsk en 1941, il est concepteur en chef adjoint, travail durant lequel il a travaillé à la conception de chars tels que l'IS-4. A l'après guerre, après avoir eu de multiples emplois, il consacre les deux dernières décennies de sa vie à l'enseignement sur des chars à l'institut KGM à l'Université d'Etat de l'Oural du Sud.
Travaillant principalement sur les armements des chars et leur mise en œuvre, S.V. Fedorenko est à l'origine de divers systèmes de visée, de l'optique des chars, des mécanismes de rotation des tourelles (il est le concepteur de l'ensemble du support de canon, du système de visée et de l'intégration globale des armements sur le premier prototype KV-1 U-0, qui était équipé d'un canon de 76 mm et de deux canons de 45 mm) ainsi que des lance-flammes pour les KV-8 et KV-8S. Il travaillera également sous la direction de N.L. Dukhov sur l'IS-4. Au cours de sa carrière, il a été décoré de deux ordres de l'insigne d'honneur, de l'ordre de l'étoile rouge, de la médaille de la vaillance et du travail, de la médaille de la défense de Leningrad et de la médaille de la vaillance et du travail pendant la Grande Guerre patriotique de 1941-1945.